# アカデミー・フランセーズ

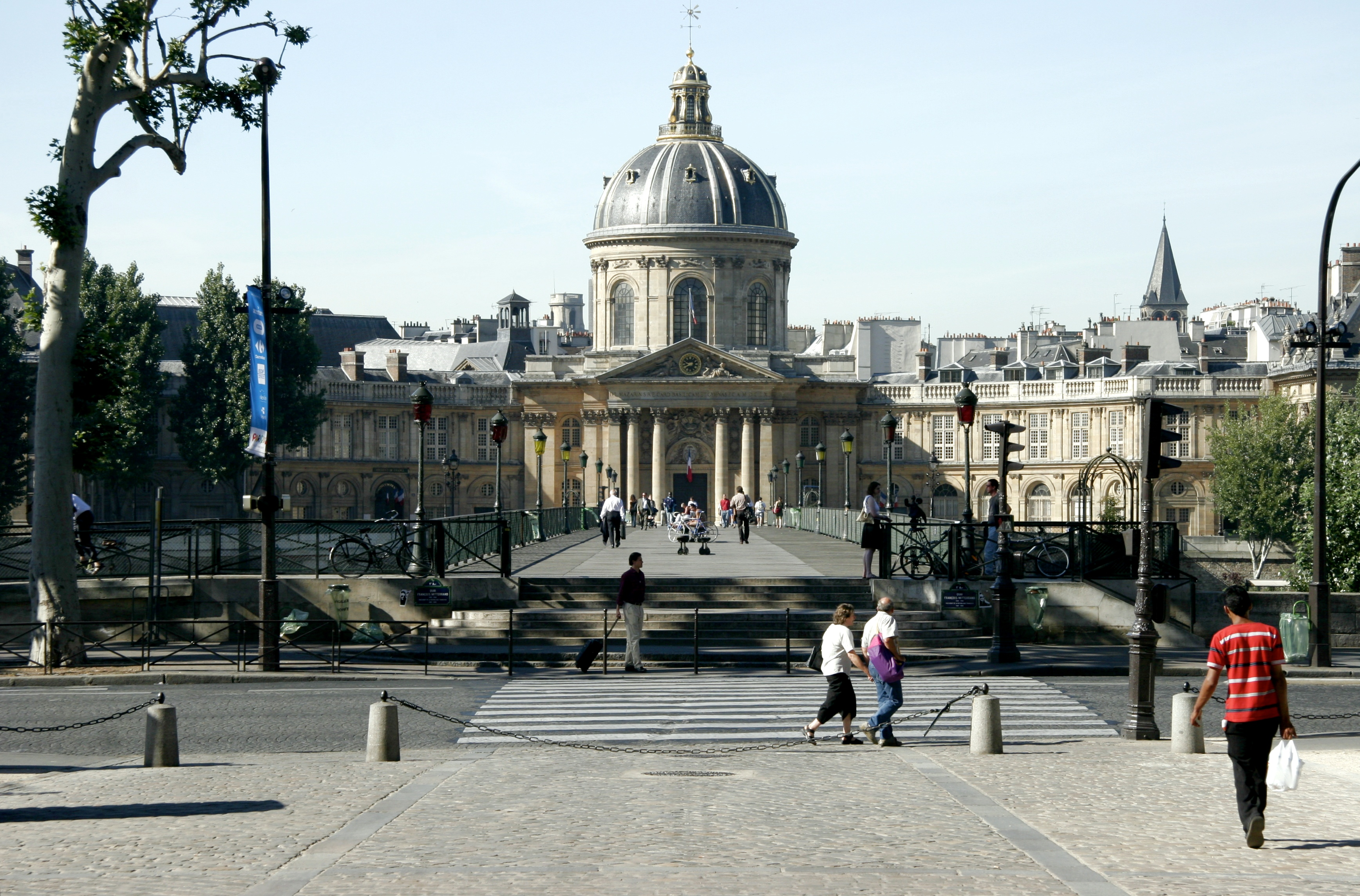
アカデミー・フランセーズ

アカデミー・フランセーズ（仏: l'Académie française）は、フランスの国立学術団体。フランス学士院を構成する5つのアカデミーの一角を占め、その中でも最古のアカデミーである。
日本語の翻訳としてフランス翰林院が存在するが、この訳語が用いられることは極めて稀である。

## 歴史
創立はフランス文学史上、古典主義の時代とされる17世紀で、1626年頃から文学者たちが王室秘書のヴァランタン・コンラール邸で会合を持つようになったのが起源である（コンラールはアカデミー・フランセーズの父とも言われる）。これが宰相リシュリューに認められ、ルイ13世治下の1635年2月10日、正式に設立された。
当初の役割はフランス語を規則的で誰にでも理解可能な言語に純化し、統一することであり、その目的を達成するために辞書と文法書の編纂を重要な任務としていた。このアカデミー・フランセーズによる辞書（アカデミー辞書）は1694年に初版が出版された後、8回（1718年、1740年、1762年、1798年、1835年、1878年、1932年-1935年、1992年）の改版を重ね、現在に至っている。また、フランス語辞書の編纂以外にも勧告を発することなどを通じてその任務を遂行している。
現代では、アカデミーの役割自体については、必要な変化には柔軟に対処しながら、フランス語の質を維持するというように若干の変化が見られるものの、依然として辞書の編纂は重要な任務のひとつである。また、こうしたフランス語に関する役割以外にも新たな第2の役割が追加された。それはメセナ（学問芸術振興）であり、年間およそ60もの文学賞の授与から、美術界、学術界、文芸界、慈善事業団体、寡婦や障害者世帯に対する金銭的援助、そして奨学金の提供に至るまで様々な形で行われている。
2008年には、現フランス学士院総裁ガブリエル・ド・ブロイ（Gabriel de Broglie, Chancelier de l'Institut de France）によって、フランス学士院として初の美術展覧会（La section GRAVURE de l'Academie des Beaux-Arts Expose et recoit ses invitesがEspace Pierre CARDIN）が、グーテンベルク以来変容し続ける印刷術、書誌学をテーマに開催されている。

## 構成
アカデミーは定員を40人として詩人、小説家、版画家、演劇家、哲学者、医師、科学者、民族学者、批評家、軍人、政治家、聖職者といった様々な背景を持つ面々で構成されてきた。会員資格は終身であり、会員の死亡等で欠員が生じると、現会員の推薦と選挙によって新会員が決定される。
3世紀以上に及ぶ歴史を持ちながら、1793年から1803年にかけてのフランス革命期を除いて定期的に活動を続け、創設以来これまで700人以上が会員として名を連ねた。その中には、フランスの歴史をさまざまな形で彩った偉人たちが数多く含まれている。
アカデミーの会員は、大礼服のような制服が定められている。l'habit vert（緑の礼服）と呼ばれる上着、ベスト、性別によりズボンまたはスカート、二角帽（bicorne）、佩剣（聖職者は無し）などからなる。
定員40人制を堅持しているため、いわゆる「41番目の椅子」で待ったまま、会員になれず死去した著名人も数多い。このような人物として、デカルト、パスカル、モリエール、ルソー、プルーストなどが挙げられる。
リシュリューによるアカデミー・フランセーズの印に "à l'immortalité" と刻まれていたことから、会員は "les Immortels" （不死の存在）という異名を持つ。アカデミー会員候補だったアンドレ・ルーサンは、Si je suis élu, je serai Immortel ; si je suis battu, je n'en mourrai pas.（選出されれば「不死」になれる。落選してもそれで死ぬことはない）と言った。ルーサンは1973年に会員に選出されている。

## 現在の会員
| 座席番号 | 名前                           | 選出年 |
| -------- | ------------------------------ | ------ |
| 1        | クロード・ダジャン             | 2008   |
| 2        | ダニー・ラフェリエール         | 2013   |
| 3        | 空席                           | -      |
| 4        | ジャン＝リュック・マリオン     | 2008   |
| 5        | アンドレイ・マキーヌ           | 2016   |
| 6        | クリスチャン・ジャンベット     | 2024   |
| 7        | ジュール・ホフマン             | 2012   |
| 8        | ダニエル・ロンドー             | 2019   |
| 9        | パトリック・グランヴィル       | 2018   |
| 10       | フロランス・ドゥレ             | 2000   |
| 11       | 空席                           | -      |
| 12       | シャンタル・トマ               | 2021   |
| 13       | マウリツィオ・セラ             | 2020   |
| 14       | 空席                           | -      |
| 15       | フレデリック・ヴィトゥー       | 2001   |
| 16       | ラファエル・ガイヤール         | 2024   |
| 17       | エリック・オルセナ             | 1998   |
| 18       | 空席                           | -      |
| 19       | シルヴィアンヌ・アガサンスキー | 2023   |
| 20       | アンジェロ・リナルディ         | 2001   |
| 21       | アラン・フィンケルクロート     | 2014   |
| 22       | 空席                           | -      |
| 23       | ピエール・ローザンベール       | 1995   |
| 24       | フランソワ・シュロー           | 2020   |
| 25       | ドミニック・フェルナンデス     | 2007   |
| 26       | ジャン＝マリー・ルアール       | 1997   |
| 27       | ピエール・ノラ                 | 2001   |
| 28       | ジャン＝クリストフ・リュファン | 2008   |
| 29       | アミン・マアルーフ             | 2011   |
| 30       | ダニエル・サルナーヴ           | 2011   |
| 31       | マイケル・エドワーズ           | 2013   |
| 32       | パスカル・オリー               | 2021   |
| 33       | ドミニク・ボナ                 | 2013   |
| 34       | フランソワ・チェン             | 2002   |
| 35       | アントワーヌ・コンパニョン     | 2022   |
| 36       | バルバラ・カッサン             | 2018   |
| 37       | ミシェル・ザンク               | 2017   |
| 38       | マルク・ランブロン             | 2014   |
| 39       | ジャン・クレール               | 2008   |
| 40       | グザヴィエ・ダルコス           | 2013   |